# 1. F.C. Fráncfort

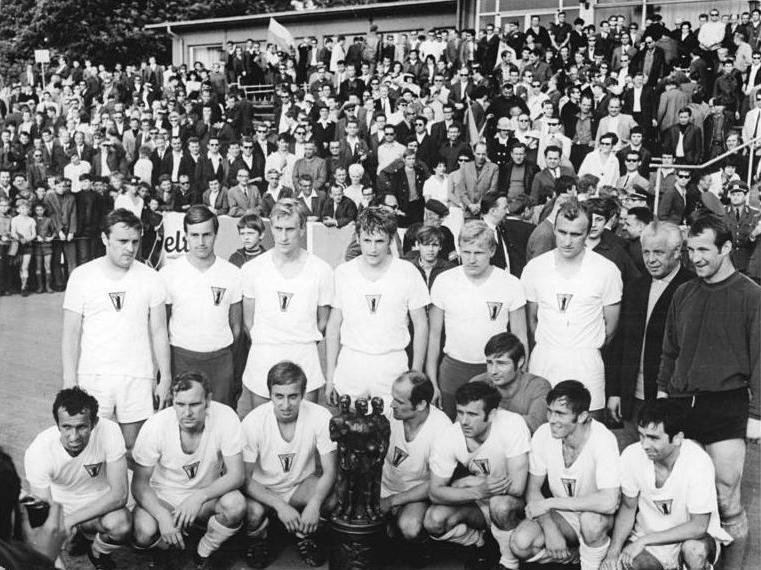
Equipo campeón de Copa en 1970

El Frankfurter FC Viktoria, también llamado 1. FC Frankfurt o en español 1. F.C. Fráncfort es un club de fútbol de la ciudad de Fráncfort del Óder, en Alemania, fundado el 2 de agosto de 1951. Actualmente juega en la Landesliga Brandenburg, el sexto nivel del fútbol alemán.

## Historia

Escudo del ASK Vorwärts Berlin.

Fue fundado en el año 1951 en la ciudad de Leipzig, en la entonces Alemania Oriental con el nombre SV Vorwärts der HVA Leipzig. Nació en la etapa del Régimen Socialista en Alemania y era el equipo que representaba a la Armada Nacional, donde se manipulaban equipos por razones políticas. En 1953 se mudaron a Berlín y se denominaron ZSK Vorwärts Berlin.
En 1956 pasaron a denominarse ZASK Vorwärts Berlin y un año después ASK Vorwärts Berlin. En 1959 se denominaron FC Vorwärts Berlin como un equipo centralizado en el fútbol para subir el nivel de juego en el país.
En 1971 se mudaron otra vez, a Fráncfort del Óder, cerca de la frontera con Polonia como reemplazo del desaparecido SG Dynamo.
Luego de la Reunificación de Alemania en 1990, se desafiliaron de la Armada y se pasaron a llamar FC Victoria Frankfurt/Oder. En 1993 luego de problemas financieros y de organización, resurgen como Frankfurter FC Viktoria (FFC Viktoria 91).

## Palmarés
- DDR-Oberliga: 6

1957/58, 1959/60, 1961/62, 1964/65, 1965/66, 1968/69
- Copa de fútbol de la RDA: 2

1954, 1970
- Brandenburg-Liga: 1

2022

## Participación en competiciones de la UEFA
| Temporada | Torneo           | Ronda            | Club                    | Casa | Visita | Global      |
| --------- | ---------------- | ---------------- | ----------------------- | ---- | ------ | ----------- |
| 1959/60   | Copa de Europa   | 1                | Wolverhampton Wanderers | 2:1  | 0:2    | 2:3         |
| 1960/61   | Recopa de Europa | 1                | RH Brno                 | 2:1  | 0:2    | 2:3         |
| 1961/62   | Copa de Europa   | 1                | Linfield FC             | 3:0  |        | 3:0         |
| 1961/62   | Copa de Europa   | Cuartos de final | Rangers FC              | 1:2  | 1:4    | 2:6         |
| 1962/63   | Copa de Europa   | 1                | Dukla Praga             | 0:3  | 0:1    | 0:4         |
| 1965/66   | Copa de Europa   | 1                | Drumcondra FC           | 3:0  | 0:1    | 3:1         |
| 1965/66   | Copa de Europa   | Cuartos de final | Manchester United FC    | 0:2  | 1:3    | 1:5         |
| 1966/67   | Copa de Europa   | Clasificatoria   | Waterford FC            | 6:0  | 6:1    | 12:1        |
| 1966/67   | Copa de Europa   | 1                | Górnik Zabrze           | 2:1  | 1:2    | 4:6         |
| 1969/70   | Copa de Europa   | 1                | Panathinaikos FC        | 2:0  | 1:1    | 3:1         |
| 1969/70   | Copa de Europa   | Cuartos de final | Estrella Roja           | 2:1  | 2:3    | 4:4 (a)     |
| 1969/70   | Copa de Europa   | Semifinales      | Feyenoord Rotterdam     | 1:0  | 0:2    | 1:2         |
| 1970/71   | Recopa de Europa | 1                | Bologna FC              | 0:0  | 1:1    | 1:1 (a)     |
| 1970/71   | Recopa de Europa | Cuartos de final | SL Benfica              | 2:0  | 0:2    | 2:2 (5:3 p) |
| 1970/71   | Recopa de Europa | Semifinales      | PSV Eindhoven           | 1:0  | 0:2    | 1:2         |
| 1974/75   | Copa de la UEFA  | 1                | Juventus FC             | 2:1  | 0:3    | 2:4         |
| 1980/81   | Copa de la UEFA  | 1                | Ballymena United FC     | 3:0  | 1:2    | 4:2         |
| 1980/81   | Copa de la UEFA  | 2                | VfB Stuttgart           | 1:2  | 1:5    | 2:7         |
| 1982/83   | Copa de la UEFA  | 1                | SV Werder Bremen        | 1:3  | 2:0    | 3:3 (a)     |
| 1983/84   | Copa de la UEFA  | 1                | Nottingham Forest FC    | 0:1  | 0:2    | 0:3         |
| 1984/85   | Copa de la UEFA  | 1                | PSV Eindhoven           | 2:0  | 0:3    | 2:3         |